# 진도여자종합고등학교
진도여자종합고등학교는 전라남도 진도군에 있었던 사립 고등학교이다.

## 연혁
- 1974년 : 개교
- 1997년 : 폐교(인문과:진도고등학교, 실업(전자)과:진도실업고등학교 통합)